# 241276 Guntramlampert
241276 Guntramlampert è un asteroide della fascia principale. Scoperto nel 2007, presenta un'orbita caratterizzata da un semiasse maggiore pari a 2,9979891 au e da un'eccentricità di 0,0862788, inclinata di 3,91460° rispetto all'eclittica.